# Singh Bandhu

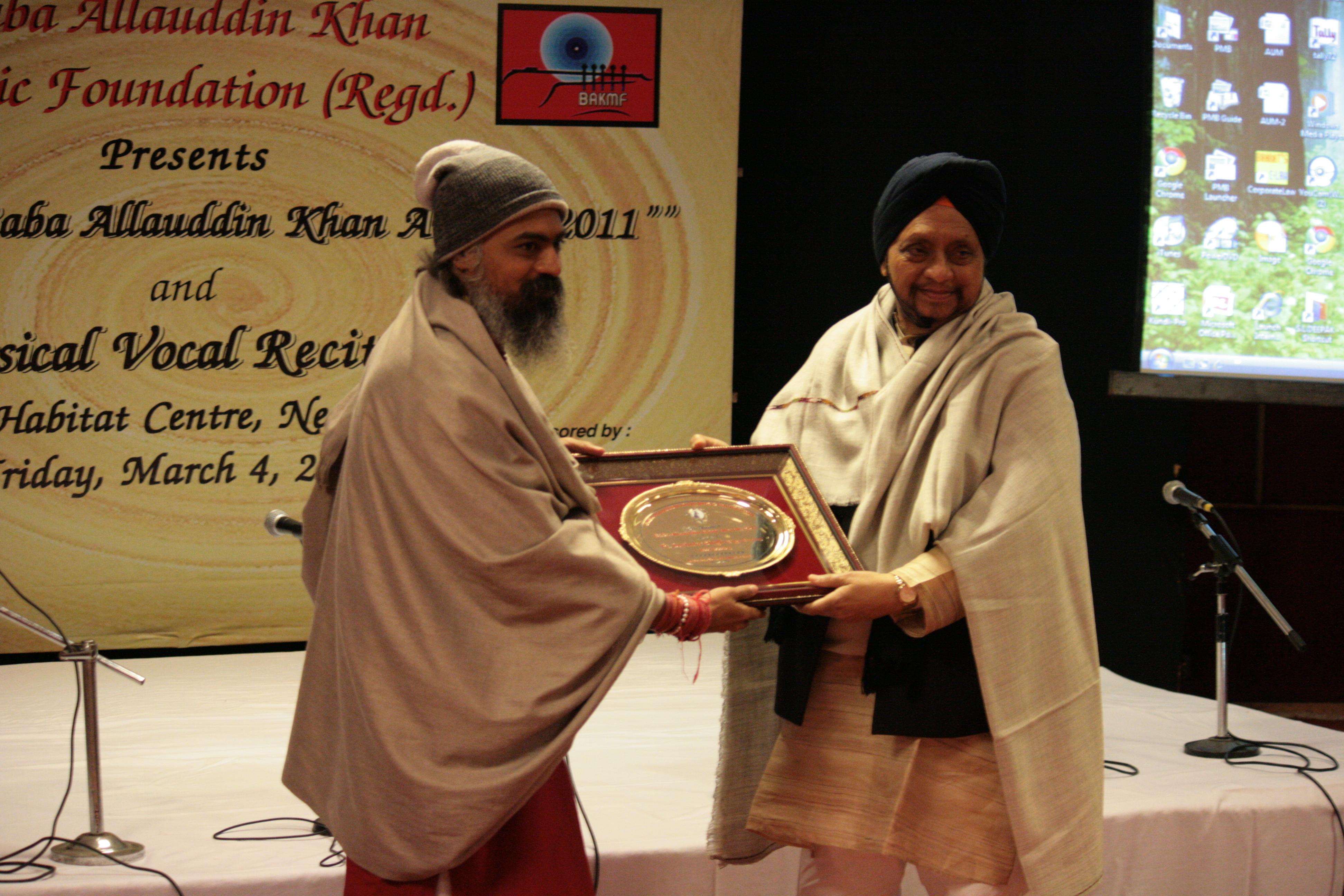
Surinder Singh (derecha) recibiendo el premio Baba Allauddin Khan, 2011.

Singh Bandhu es un dúo musical de la India, integrada por los hermanos Tejpal Singh y Surinder Singh, son considerados los principales exponentes de la música clásica, que llevaron a cabo tanto en la música clásica y la música indostaní Sikh (Shabad Kirtan).
En 2004, Tejpal Singh y Surinder Singh, obtuvieron un premio en conjunto por la "Sangeet Natak Akademi", un máximo reconocimiento puesto en práctica de los artistas, a cargo de Sangeet Natak Akademi, la Academia Nacional de Música de la India, Dance & Drama. También ese mismo año, Surinder Singh fue galardonado con el premio "Padma Shri", por el Gobierno de la India.

## Biografía
Empezaron a aprender música durante sus infancias de su hermano mayor GS Sardar. También hicieron maestría en música en la Universidad de Allahabad.
Posteriormente empezaron a interpretar un género musical llamado "khayal" de Ustad Amir Khan, el fundador de la "Indore Gharana".
También interpretaron temas musicales para películas y televisión, como Tamas (1987), dirigida por el director Govind Nihalani, incluyendo "Deh Shiva Var Mohe", "Avar Na Sujhe" y "Jo Lare Din Ke".

## Vida personal
Surinder el cantante del dúo, se casó con Padma Sachdev en 1966, una reconocida escritora y poetisa ganadora de los premios Sahitya Akademi (1971) y Padma Shri (2001). La pareja actualmente reside en Delhi.